# Gare de Ljan
La gare de Ljan est une gare ferroviaire norvégienne de la ligne d'Østfold, située à Ljan, quartier de la commune d'Oslo.
Mise en service en 1879, c'est une halte ferroviaire de la Norges Statsbaner (NSB). Elle est distante de 7,15 km de la gare centrale d'Oslo.

## Situation ferroviaire
Établie à 50,8 mètres d'altitude, La halte de Ljan est située sur la ligne d'Østfold, entre les gares de Nordstrand et de Hauketo.

## Histoire
La station de « Ljan » est mise en service le 2 janvier 1879. Elle devient une halte ferroviaire le 1er avril 1988.

## Service des voyageurs

### Accueil
C'est une halte ferroviaire sans personnel. Elle dispose notamment, de validateurs pour les titres de transport et d'abris sur les quais.

### Desserte
Ljan est desservie par des trains locaux en direction de Skøyen et de Ski.

### Intermodalités
Un parking, de 58 places, pour les véhicules et un parc à vélo y sont aménagés. Un arrêt de bus dessert la gare.